# Helgeandsorden (utmärkelse)

Heraldisk avbildning av Helgeandsordens kedja.

Helgeandsorden (franska: Ordre du Saint-Esprit), är en fransk kunglig riddarorden som instiftades 1578 av kung Henrik III. Orden var under sin tid Frankrikes förnämsta och fick stor betydelse för ordensväsendets utveckling.

## Bakgrund
Orden stiftades 1578 av kung Henrik III till minne av att hans tronbestigning inträffade på pingstdagen 1574, vilket är den dagen i Nya Testamentet då den helige ande utgöt sig över apostlarna. Antalet ordensmedlemmar var bestämt till 100, av vilka nio skulle tillhöriga det andliga ståndet. Vid bildandet sammanslogs den med den befintliga Mikaelsorden, stiftad 1469 av kung Ludvig XI. Ordenstecknet var ett gyllene, fyrarmat, vitemaljerat kors, prytt med en bild av den helige ande (duva, på baksidan S:t Mikaels bild) och buret i brett, blått band (cordon bleu).
Denna orden, som räknades som den förnämsta i Frankrike, upphävdes 1792, förnyades vid restaurationen 1814, men upphävdes åter av Ludvig Filip 1831.